# Engoulevent à ailes blanches
Eleothreptus candicans
Espèce
Synonymes
- Stenopsis candicans Pelzeln, 1867
(protonyme)
- Caprimulgus candicans

Statut de conservation UICN

 VU  : Vulnérable
L'Engoulevent à ailes blanches (Eleothreptus candicans, anciennement Caprimulgus candicans) est une espèce d'oiseaux de la famille des Caprimulgidae.

## Répartition
Cette espèce vit en Bolivie, au Brésil et au Paraguay.